# Carl Julius Meno Valett
Carl Julius Meno Valett (* 21. September 1787 in Erlangen; † 21. Mai 1845) war ein deutscher Rechtswissenschaftler und Hochschullehrer.

## Leben
Valett war ein Sohn des Erlanger Privatdozenten der Philosophie Johann Jakob Meno Valett (1758–1850), später Rektor in Glückstadt, ab 1814 in Stade. Nach dem Schulbesuch in Glückstadt und trat sodann in das dänische Militär ein, wo er im Leibregiment der Königin (dän. Dronningens Livregiment) in Glückstadt als Leutnant diente. 1815 begann er das Studium der Rechtswissenschaft an der Universität Göttingen, welches er 1819 mit der Promotion beendete. Bereits 1818 war er als Dozent an der Universität tätig und blieb dort nach erfolgter Habilitation bis 1842 als Privatdozent der Rechte. Er las Rechtsgeschichte, Einführung in die Rechtswissenschaft und die Institutionen. An der Universität Göttingen erhielt er 1842 die Quästur.
Der Missionar in Indien und spätere Superintendent in Sandstedt Phillip Ludwig Meno Valett (* 22. August 1813 in Glückstadt; † 28. März 1892 in Bremen) war ein jüngerer Bruder.

## Schriften
- Theses, 1819
- De Retentionibus ex dote faciendis, dissertatio, 1820
- Praktisch-theoretische Abhandlungen aus dem Gebiete des römischen Privatrechtes, 1824
- Das Recht der notwendigen testamentarischen Berücksichtigung gewisser Verwandter, 1826
- Ausführliches Lehrbuch des praktischen Pandektenrechtes, 1828